# Adriana Tarábková
Adriana Tarábková, nyní Romanová (* 28. května 1966 Bratislava) je bývalá slovenská herečka, známá především rolí zdravotní sestřičky-studentky „Jeskyňky“ ve filmové komedii Dušana Kleina Jak básníci přicházejí o iluze (1984).
Od roku 1993 se herectví nevěnuje. Je majitelkou firmy na obalové materiály. Jejím manželem je funkcionář ŠK Slovan Bratislava Zdeno Roman.

## Filmografie
- Král Drozdí brada (1984) – princezna Anna
- Jak básníci přicházejí o iluze (1984) – „Jeskyňka“
- Alžbetin dvor (TV seriál, 1986) – Agneška Beličková
- Kačenka a zase ta strašidla (1992)
- Konec básníků v Čechách (1993) – „Jeskyňka“